# Паршков, Валерий
Валерий Паршков (род. 10 мая 1975, Баку) — азербайджанский гандболист. Мастер спорта международного класса. Экс-капитан сборной Азербайджана по гандболу. Выступал за молодежную сборную СССР.

## Клубная карьера
Выступал за турецкие гандбольные клубы «Трабзонспор» (Трабзон), «Чанка Беледийе» (Анкара) и «Аски» (Анкара). На данный момент игрок стамбульского клуба «Бешикташ».

## Достижения
- Пятикратный чемпион Турции в составе клуба «Аски» (Анкара).
- 2007 — чемпион Турции в составе клуба «Бешикташ» (Стамбул).
- 2007 — финалист Кубка Турции в составе клуба «Бешикташ» (Стамбул).
- 2009 — полуфиналист Кубка Челлендж в составе турецкого клуба «Бешикташ» (Стамбул)[1].
- 2009 — победитель Кубка Турции в составе клуба «Бешикташ» (Стамбул)[2].